# Lykan Hypersport

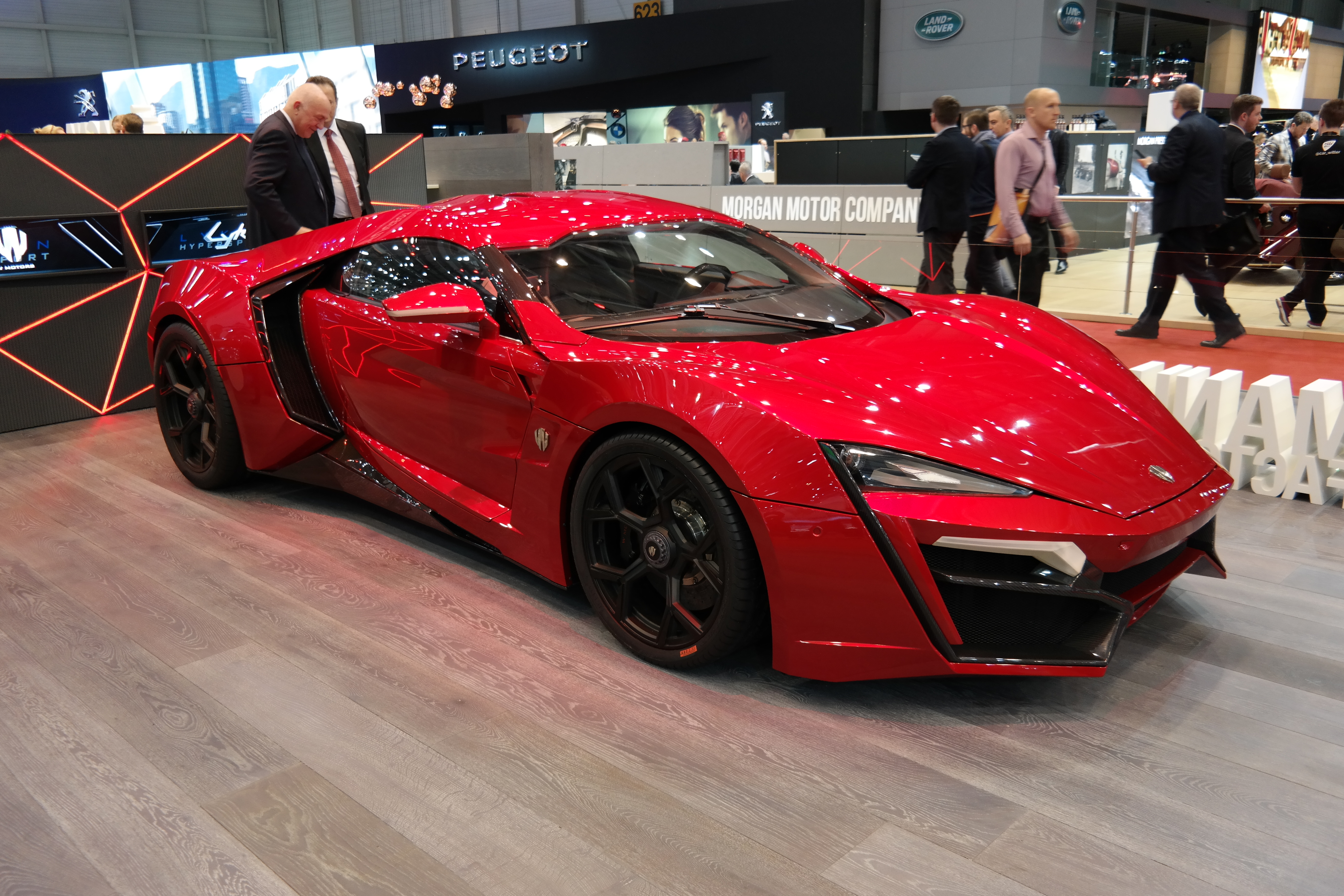
Lykan Hypersport на Женевском автосалоне 2016 года

Lykan HyperSport — ливанский гиперкар ограниченного производства W Motors. Компания основана в 2012 году в Ливане совместными усилиями арабских, ливанских, французских и итальянских инженеров. Затем компания была переведена в ОАЭ. Первая модель была представлена в 2013 году в Монако и получила цену в 3,5 миллиона долларов США. Чуть позже серийный прототип принял участие в международном автосалоне в Катаре. Тогда же компания объявила о серийном выпуске машин в количестве около 7-ми в год. Первым покупателем Lykan HyperSport стал шейх Катара Яван бин Хамад Аль-Тани.
Lykan Hypersport был создан при поддержке таких компаний как Magna Steyr, StudioTorino, Ruf Automobile, Novasis Ingegneria, ID4Motion и Университета Токио в технической области. Гиперкар разрабатывался ливанскими автоспециалистами в течение 6 лет.
Технические характеристики
| Характеристики               | показатель                                                                                |
| ---------------------------- | ----------------------------------------------------------------------------------------- |
| Тип двигателя                | 3,7-литровый шестицилиндровый мотор типа Boxer с двойным турбонаддувом Twin Turbo         |
| Мощность мотора              | 750 лошадиных сил                                                                         |
| Максимальный крутящий момент | 1000 Нм при 4000 об/мин                                                                   |
| Максимальная скорость        | 395 км/час                                                                                |
| Объем двигателя              | 3746 см³                                                                                  |
| Разгон от 0 до 100 км/час    | 2,8 секунды                                                                               |
| Трансмиссия                  | шестиступенчатая секвентальная                                                            |
| расхода топлива              | городской цикл: 20л./100км.; смешанный цикл: 13.5л./100км.; загородный цикл: 9.9л./100км. |

## Технические характеристики

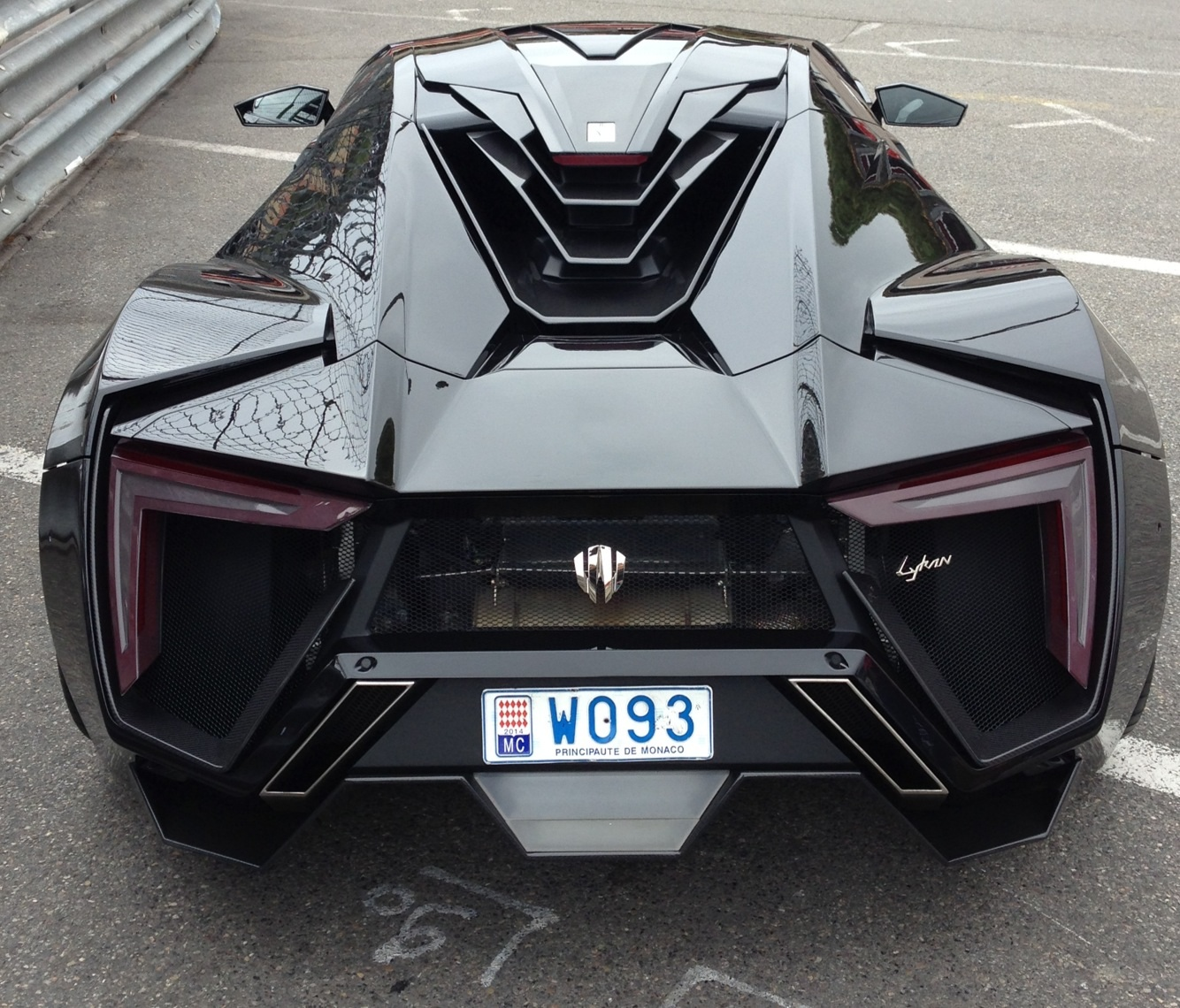
Lykan Hypersport в Княжестве Монако

Гиперкар имеет карбоновые кузовные панели и открывающиеся против направления движения двери. В моторном отсеке модели установлена оппозитная 3,7-литровая «шестерка» с двумя турбинами, развивающая 750 лошадиных сил и 960 Нм крутящего момента. Трансмиссия — шестиступенчатая секвентальная. Модель оснащена шестипоршневыми тормозными механизмами с карбон-керамическими 380-миллиметровыми дисками.

## Салон
В создании интерьера авто принимало участие дизайнерское ателье из Италии - StudioTorino.
Его особенностью является использование в салоне материалов премиум-класса, таких как углеволокно, титан, натуральная кожа и драгоценные камни. Также стоит отметить уникальную светодиодную оптику с бриллиантовой инкрустацией (всего около 420 бриллиантов), прострочку кресел в салоне золотой нитью и голографические трехмерные дисплеи на передней панели.